# Areop-Enap
Areop-Enap (nauruisch für „Alte Spinne“; auch Areob Engab oder Areow Eñab) ist eine mythische Figur aus der Schöpfungsgeschichte der nauruischen Religion. Der Legende nach soll Areop-Enap eine große Spinne gewesen sein.
Zu Beginn existierten nur Areop-Enap und der endlose Ozean, welche beide im unendlichen Raum schwammen. Eines Tages fand Areop-Enap ein großes, rundes Objekt, eine Miesmuschel, und nahm sie in seine Hände. Er betrachtete sie von allen Seiten, denn er wollte wissen, ob da eine Öffnung sei, sodass er hineinkriechen könnte; doch da war keine. Darauf klopfte er auf die große Muschel, und da sie hohl klang, kam er zum Schluss, dass nichts drinnen sei. Er versuchte vergebens, die Muschel zu öffnen und schließlich, nachdem er einen Zauber sprach und es ein weiteres Mal versuchte, war er erfolgreich, und hielt die beiden kräftigen Muschelseiten leicht auseinander.
Er kroch hinein, aber konnte in der Dunkelheit nichts sehen, da weder Sonne noch Mond erschaffen waren; außerdem konnte er nicht aufrecht stehen, da der Raum in der Muschel zu klein war. Areop-Enap suchte überall, ob er etwas finde, und schließlich entdeckte er eine Schnecke. Diese nahm er unter seinen Arm und schlief drei Tage, um der Schnecke Kraft zu geben. Dann legte er sie beiseite und suchte weiter, worauf er eine weitere, größere Schnecke fand, welche er wie die erste behandelte.
Danach nahm er wieder die erste, kleinere Schnecke und fragte sie, ob sie das Dach etwas heben könnte, damit sie aufsitzen könnten. Die Schnecke antwortete mit Ja und hob das Dach leicht. Darauf nahm Areop-Enap sie, setzte sie in die westliche Hälfte der Muschel und formte sie zum Mond. Nun gab es etwas Licht und Areop-Enap entdeckte einen großen Wurm namens Rigi. Areop-Enap fragte Rigi, ob nun er das Dach noch weiter heben könnte. Rigi bejahte und musste sich sehr anstrengen, damit er die obere Muschelseite langsam weiter heben konnte. Viel salziger Schweiß floss von seinem Körper; dieser Schweiß wurde zum Meer. Schließlich konnte Rigi die obere Muschelseite sehr hoch heben, und so wurde diese zum Himmel. Doch Rigi, völlig entkräftet, fiel um und starb. Aus der ersten größeren Schnecke formte Areop-Enap die Sonne und setzte sie in die östliche Hälfte der Muschel. Die untere Muschelseite wurde schließlich zur Erde.
Aus Steinen schuf Areop-Enap schlussendlich den Mensch, damit dieser den Himmel weiter stützen konnte. Darauf reiste Areop-Enap in die neu erschaffene Welt. Dort entdeckte er andere Lebewesen, doch er wusste nicht, wie er sie nennen sollte. Also schuf er aus dem Schmutz, welcher ihm während der Suche in der Muschel unter die Nägel geriet, eine geflügelte Kreatur. Dieses fliegende Wesen belästigte die Menschen derart, dass diese sich zuriefen, die Kreatur zu töten. Als Areop-Enap die Menschen hörte, wusste er fortan, wie das Wesen genannt wird.